# شهرستان لوپ
شهرستان لوپ (به اویغوری: لوپ ناھىيىسى، به چینی: 洛浦县، به پین‌یین: Luòpǔ Xiàn) یک شهرستان در چین است که در ولایت ختن واقع شده‌است.

## جمعیت
| ترکیب قومیتی شهرستان لوپ | ترکیب قومیتی شهرستان لوپ | ترکیب قومیتی شهرستان لوپ | ترکیب قومیتی شهرستان لوپ | ترکیب قومیتی شهرستان لوپ |
| ------------------------ | ------------------------ | ------------------------ | ------------------------ | ------------------------ |
| قومیت                    | قومیت                    |                          | درصد                     | درصد                     |
| اویغور                   | اویغور                   |                          | ۹۸٫۴٪                    | ۹۸٫۴٪                    |
| هان                      | هان                      |                          | ۱٫۵٪                     | ۱٫۵٪                     |
| سایر                     | سایر                     |                          | ۰٫۱٪                     | ۰٫۱٪                     |
| منبع سرشماری جمعیت :     |                          |                          |                          |                          |

## تاریخچه
بین سال‌های ۱۸۸۳ میلادی و ۱۹۱۳ میلادی، تحت حاکمیت دودمان چینگ، «ولایت ختن» برای اولین بار تاسیس شد. منطقهٔ لوپ در این ولایت قرار داشت.
در سال ۱۹۱۳ میلادی، با تاسیس جمهوری چین (۱۹۴۹–۱۹۱۲)، این ولایت منحل شده. ۱۲ شهرستان با هم یکی شده و ولایت کاشغر را تاسیس کردند. ۴ تا از این ۱۲شهرستان، شامل اراضی تشکیل دهندهٔ ولایت ختن امروزی هستند، منجمله شهرستان لوپ.
در سال ۱۹۲۰ میلادی، ولایت ختن، شامل ۶ شهرستان ختن، کرییه، گوما، لوپ، قره‌قاش، و کارگیلیک تاسیس شد.
در سالهای ۱۹۳۳ و ۱۹۳۴ میلادی، در منطقهٔ کاشغر که در آن زمان شامل ولایت خودمختار قزل‌سو قرقیز نیز می‌شد، در طی شورشی علیه حکومت استانی وفادار به جمهوری چین، کشور جدیدی به طول دو سال با نام جمهوری اسلامی ترکستان شرقی اعلام شده بود. در منطقهٔ ختن نیز، کشوری با نام «امارت اسلامی ختن» اعلام شد.
بین سال‌های ۱۹۳۴ تا ۱۹۳۷ میلادی، منطقهٔ ختن تحت سلطهٔ جنگ‌سالاران هوئی (مسلمانان چینی‌تبار) بود، در حکومتی که اصطلاحا با نام «دونگانستان» از آن یاد می شود. (در منابع روسی، هوئی‌ها را دونگان می نامند)
بین سالهای ۱۹۵۴ و ۱۹۵۶ میلادی، «ولایت خودمختار جنوب سین‌کیانگ» (مشابه ولایت خودمختار ایلی قزاق) با تحت مدیریت داشتن ولایات کاشغر، یارکند، آق‌سو، ختن، و ولایت خودمختار قزل‌سو قرقیز ایجاد شد.

## تقسیمات اداری
شهرستان لوپ متشکل از ۱ ناحیه، ۴ شهرک و ۵ قصبه است. نام تنها ناحیهٔ تابع شهرستان لوپ، ناحیهٔ «منطقهٔ شهری» می باشد، و شامل محلات شهری شهر لوپ است. یکی از شهرک‌های تابع شهرستان لوپ، «شهرک لوپ» نام دارد، که سابقا محلات شهری شهر لوپ را در بر می گرفته. اما با جدا شدن این محلات،‌ «شهرک لوپ» شامل حلقه‌ای محله و روستا دورادور شهر لوپ می شود.
- ناحیه منطقه شهری (به اویغوری: شەھەر رايونى كوچا باشقارمىسى)(به چینی:‌ 城区街道، به پین‌یین: Chéngqū Jiēdào)
- شهرک لوپ (به اویغوری: لوپ بازىرى)(به چینی:‌ 洛浦镇، به پین‌یین: Luòpǔ Zhèn)
- شهرک سامپول (به اویغوری: سامپۇل بازىرى)(به چینی:‌ 山普鲁镇، به پین‌یین: Shānpǔlǔ Zhèn)
- شهرک هانگییا (به اویغوری: ھاڭگىيا بازىرى)(به چینی:‌ 杭桂镇، به پین‌یین: Hángguì Zhèn)
- شهرک چهارباغ (به اویغوری: چارباغ بازىرى)(به چینی:‌ 恰尔巴格镇، به پین‌یین: Qià'ěrbāgé Zhèn)
- قصبه بویا (به اویغوری: بۇيا يېزىسى)(به چینی:‌ 布亚乡، به پین‌یین: Bùyǎ Xiāng)
- قصبه دُل (به اویغوری: دول يېزىسى)(به چینی:‌ 多鲁乡، به پین‌یین: Duōlǔ Xiāng)
- قصبه نوا (به اویغوری: ناۋا يېزىسى)(به چینی:‌ 纳瓦乡، به پین‌یین: Nàwǎ Xiāng)
- قصبه بش‌توغراق(به اویغوری: بەشتوغراق يېزىسى)(به چینی:‌ 拜什托格拉克乡، به پین‌یین: Bàishítuōgélākè Xiāng)
- قصبه آچچیق (به اویغوری: ئاچچىق يېزىسى)(به چینی:‌ 阿其克乡، به پین‌یین: Āqíkè Xiāng)

## جستارهای وابسته

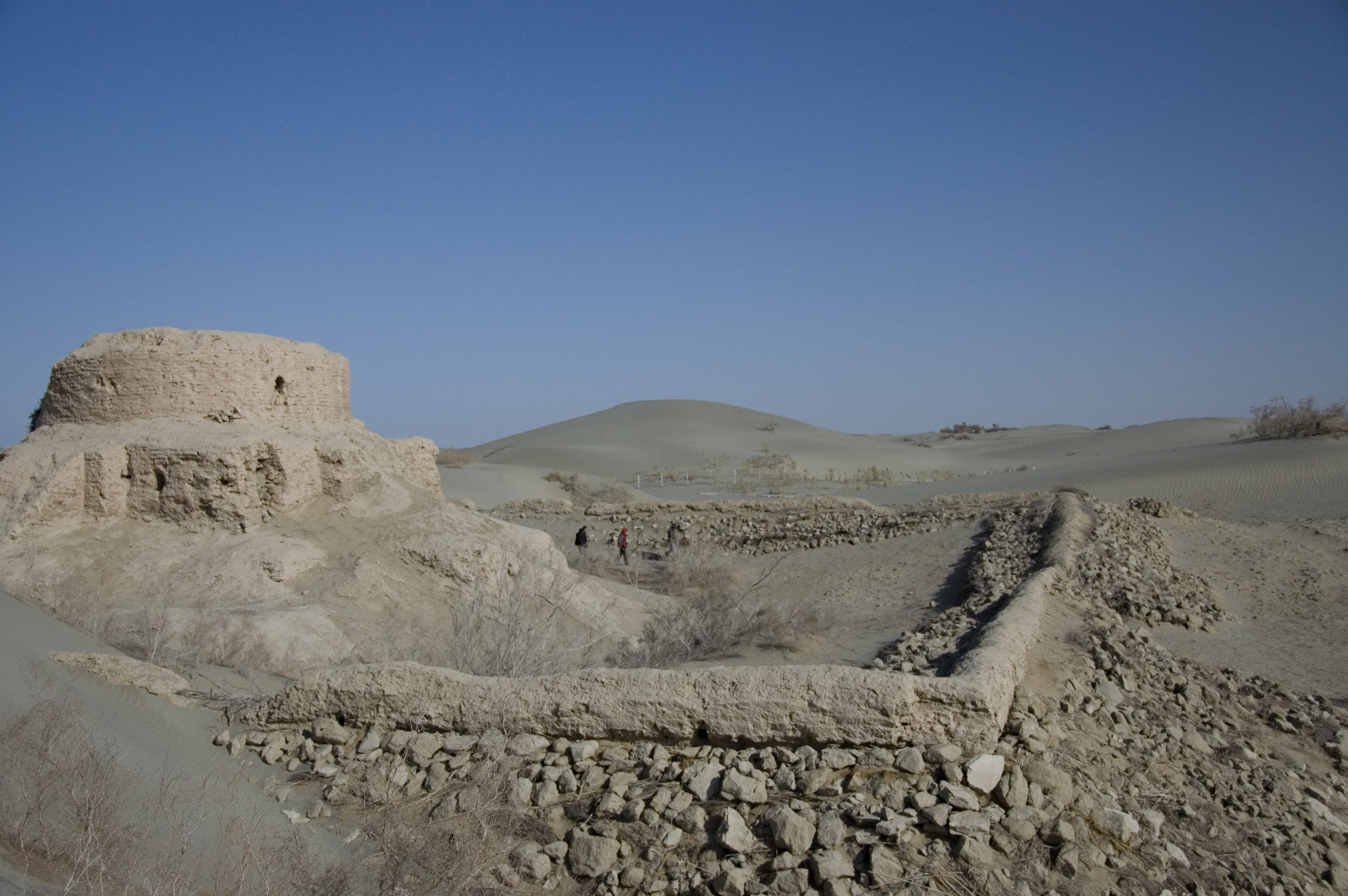